# Lateralus
Lateralus ist ein Album der Band Tool, das am 15. Mai 2001 veröffentlicht wurde.

## Entstehungsgeschichte
Auf Grund eines Streits mit der alten Plattenfirma Volcano Records kam es nach der Veröffentlichung von Ænima zu Verzögerungen. Ein etwa vierjähriger Prozess verzögerte die Arbeit am nächsten Album. Tool versuchten die Zeit mit dem Box-Set Salival und dem Nebenprojekt A Perfect Circle zu überbrücken.
Im Januar 2001 kündigten Tool ein vermeintliches Album mit dem Namen Systema Encéphale an, dessen Titel esoterische und okkulte Namen wie „Numbereft“, „Encephatalis“, „Musick“ und „Coeliacus“ aufweisen. Innerhalb kürzester Zeit wurden die zahlreichen Filesharing-Angebote von Dateien mit diesen Namen überschwemmt. Nur einen Monat später erklärten Tool, dass das neue Album Lateralus heißen werde und dass Systema Encéphale mitsamt seiner Titelliste nur ein Fake war, um die Öffentlichkeit und vor allem die User von Filesharing-Software zu täuschen.
In einem Interview antwortete Keenan auf die Frage warum der Titeltrack des Albums „Lateralis“ statt „Lateralus“ hieße, dass es ein simpler Tippfehler gewesen wäre.
Das Album wurde in den „Cello Studios“ in Hollywood, sowie in den Studios „The Hook“, „Big Empty Space“ und „The Lodge“ in North Hollywood aufgenommen. Gemixt wurde in den „Larrabee Sound North Studios“ in North Hollywood und gemastert in den „Gateway Mastering Studios“, Portland. Zudem wurde die CD mit dem HDCD-Verfahren kodiert, wodurch auf entsprechenden Abspielgeräten ein hochwertigerer Klang erreicht werden soll.

## Covergestaltung
Das Artwork – bestehend aus einer halbtransparenten Plastikhülle und einem sechsseitigen Booklet – stammt von dem Künstler Alex Grey und zeigt das Menscheninnere in verschiedenen Ebenen.

## Titelliste
1. The Grudge – 8:36
2. Eon Blue Apocalypse – 1:04
3. The Patient – 7:13
4. Mantra – 1:12
5. Schism – 6:47
6. Parabol – 3:04
7. Parabola – 6:03
8. Ticks & Leeches – 8:10
9. Lateralus – 9:24
10. Disposition – 4:46
11. Reflection – 11:07
12. Triad – 8:46 (endet bei 6:37, gefolgt von zwei Minuten Stille)
13. Faaip De Oiad – 2:39

## Singleauskopplungen
- Schism
- Parabol/Parabola
- Lateralus

## Rezeption
Im Juni 2015 wählte das renommierte Fachblatt Rolling Stone das Album auf Platz 33 der 50 besten Progressive-Rock-Alben aller Zeiten. Das deutsche Magazin Visions führte im Frühjahr 2017 das Album in ihrer Liste der 66+6 besten Metal-Alben des dritten Jahrtausends.